# 駐日パキスタン大使館
駐日パキスタン大使館（ウルドゥー語: جاپان میں پاکستانی سفارت خانے、英語: Embassy of Pakistan in Japan）は、パキスタンが日本の首都東京に設置している大使館である。在東京パキスタン大使館（ウルドゥー語: ٹوکیو میں پاکستانی سفارت خانے、英語: Embassy of Pakistan in Tokyo）とも。

## 所在地
| 日本語 | 〒106-0047 東京都港区南麻布4-6-17              |
| 英語   | 4-6-17, Minami-Azabu Minato-Ku, Tokyo 106-0047 |

- アクセス：東京メトロ日比谷線広尾駅1番出口

## 大使
2023年3月8日より、ラザー・バシール・ターラルが特命全権大使を務めている。

## ギャラリー

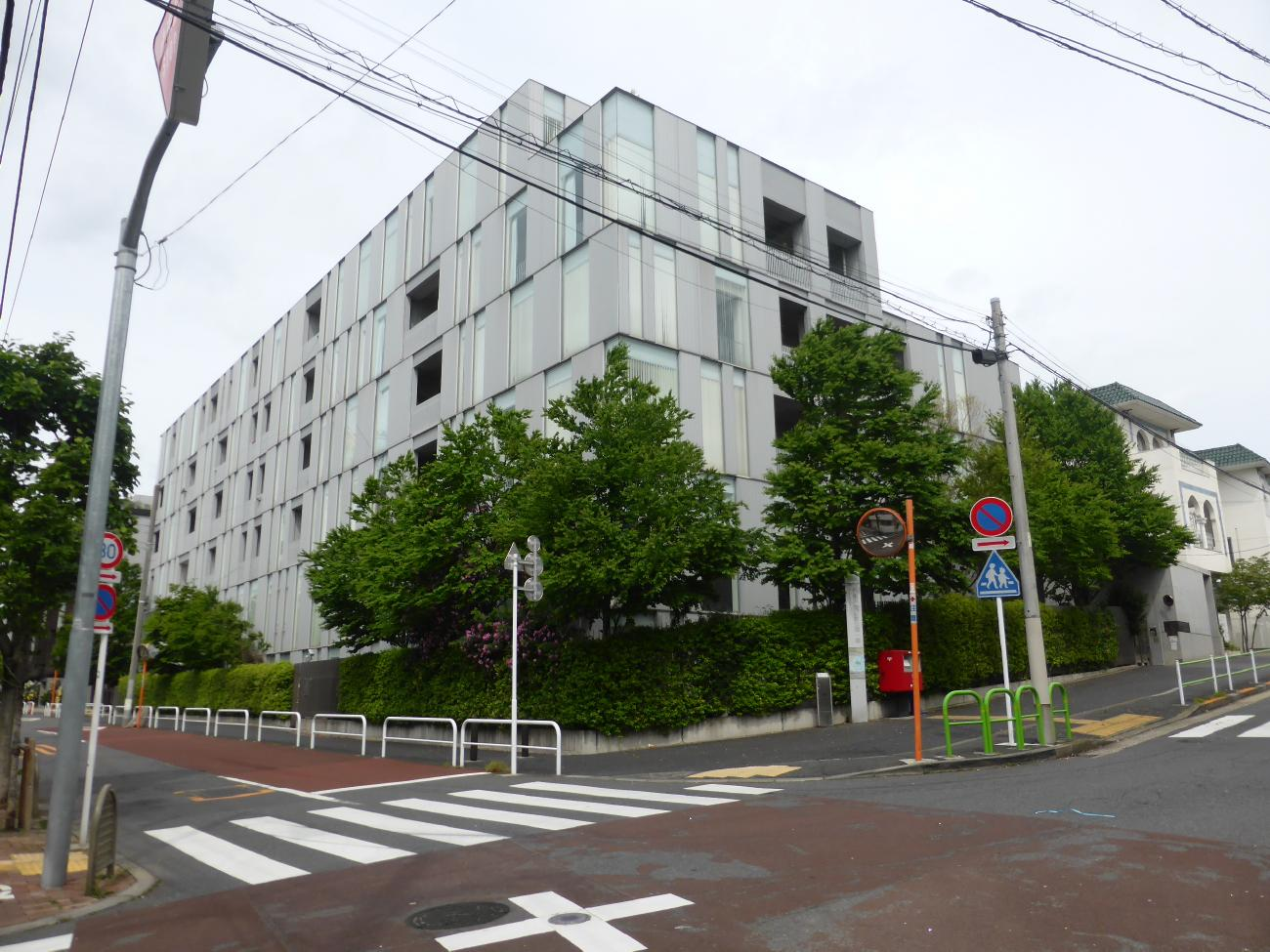
パキスタン大使館全景
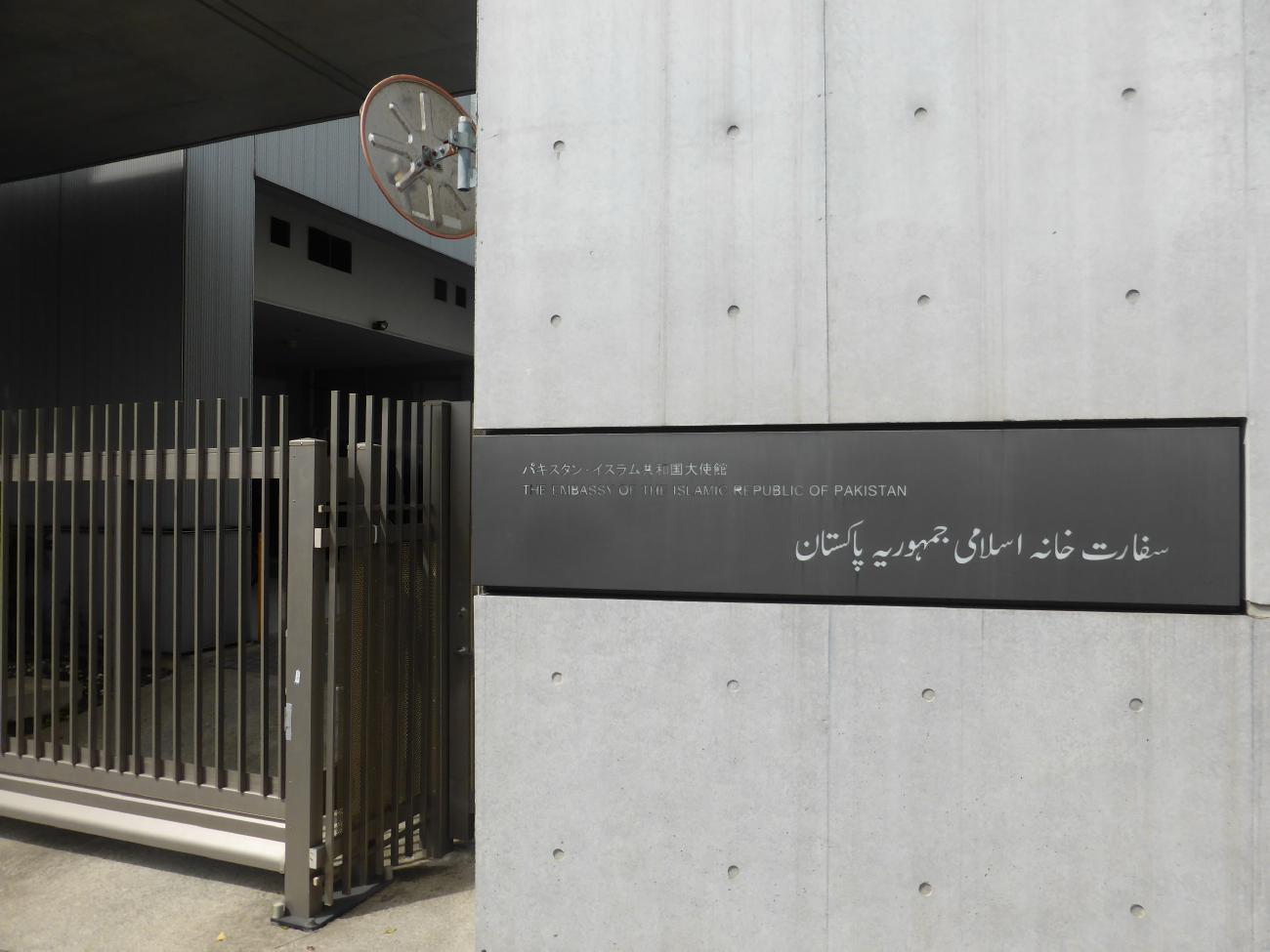
パキスタン大使館表札
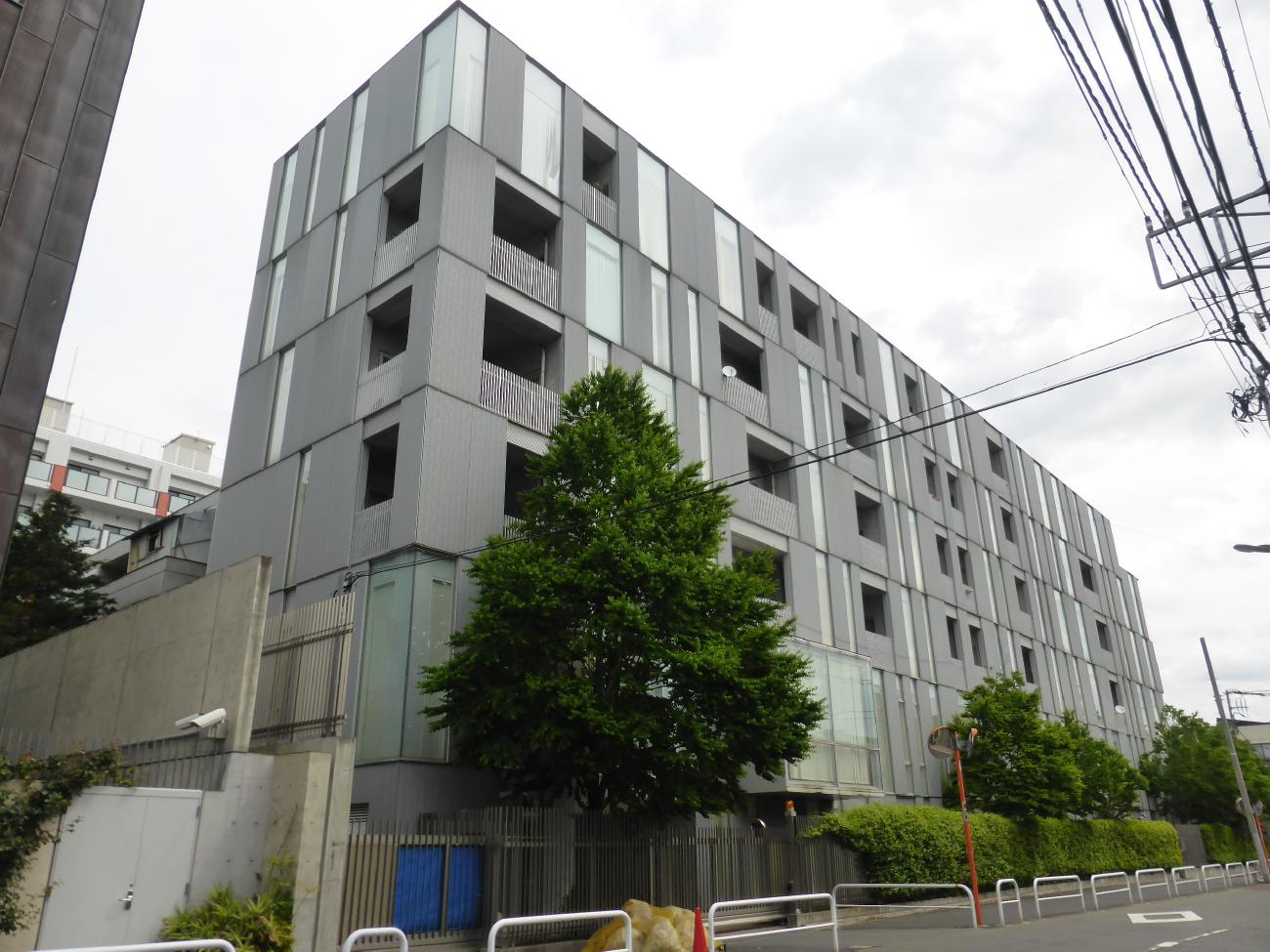
大使館職員宿舎
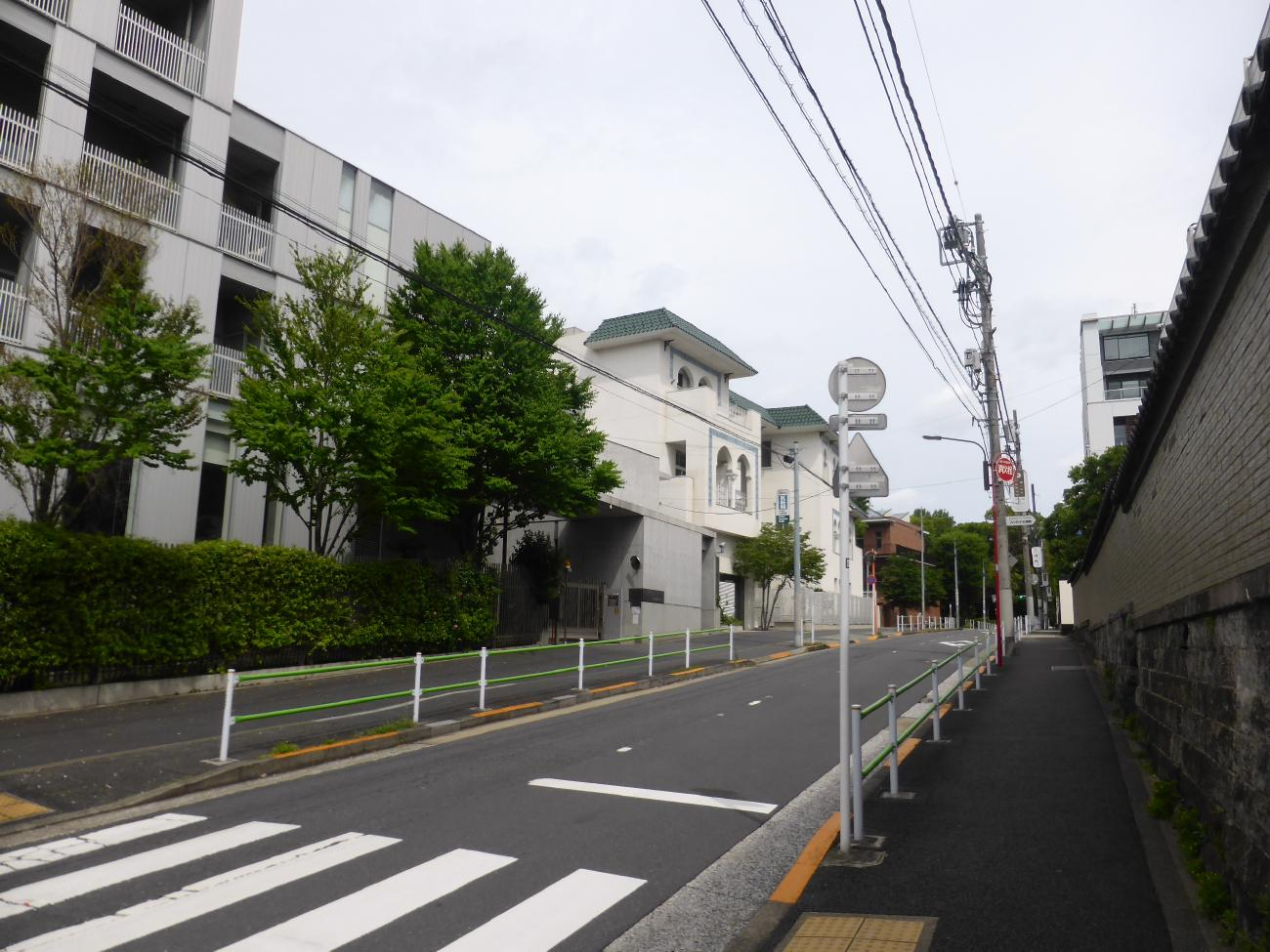
パキスタン大使館はフィンランド大使館隣
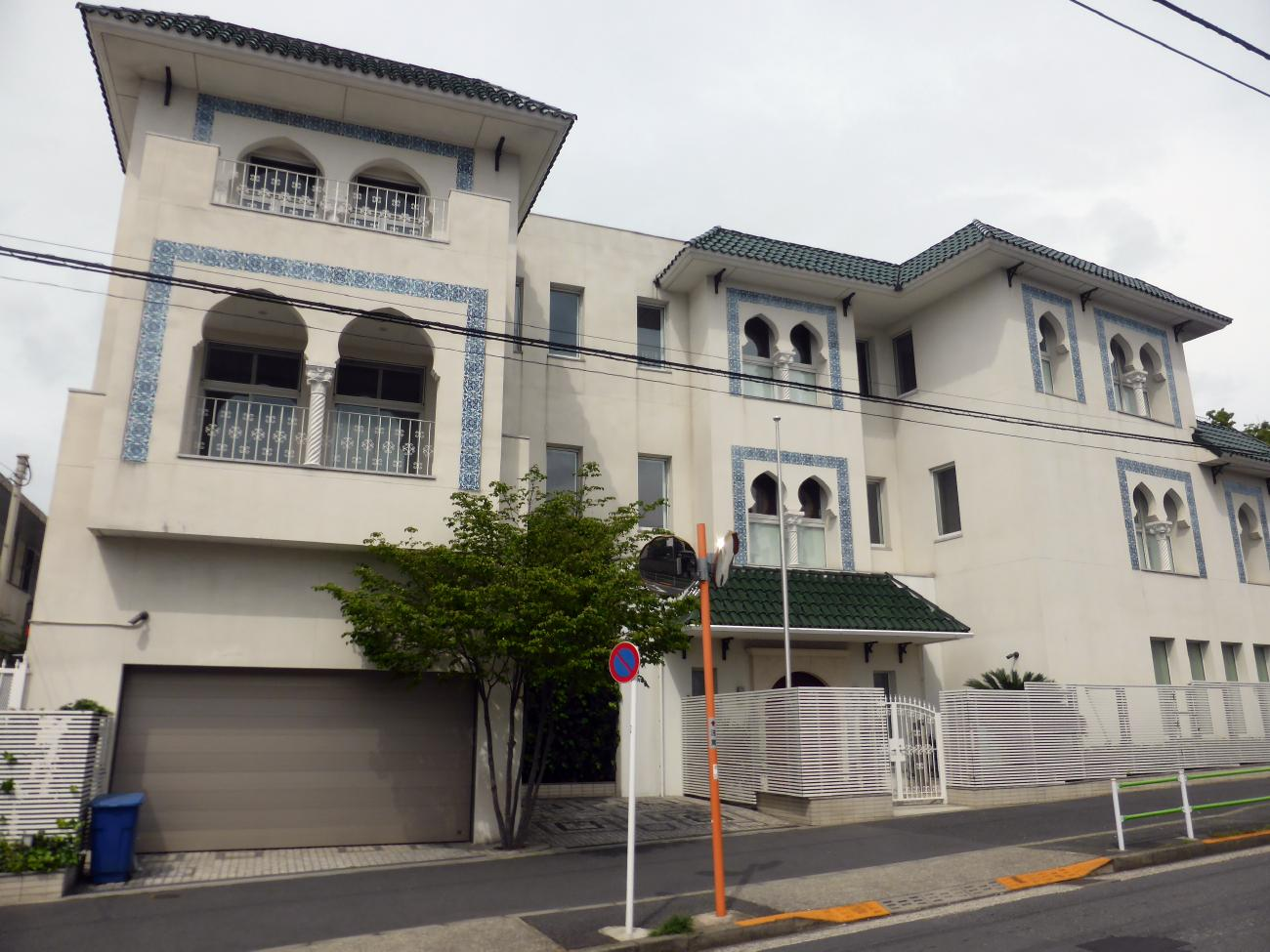
パキスタン大使館横に在るアルジェリア大使公邸

## 主要事件

### 駐日パキスタン大使館火災事件（2021年）
2021年5月20日の午後2時頃、大使館職員の119番通報により大使館で火災が発生したことが発覚し、東京消防庁の消防車19台が直ちに出動して消火活動にあたり、約1時間後に消し止められた。